# تونل روترهایت
تونل روترهایت (به انگلیسی: Rotherhithe Tunnel) تونلی در زیر رود تیمز در کشور انگلستان است.
این تونل ناحیه لیمهوست را به ناحیه روترهایت در شهر لندن به یکدیگر متصل میکند، طول این تونل ۲٫۱ کیلومتر است و در سال ۱۹۰۴ میلادی افتتاح و در سال ۱۹۰۸ ساخت آن به طور کامل به پایان رسیده است. تونل روترهایت با نام جاده ای۱۰۱ نیز شناخته میشود.